# Ahmad ibn Muhammad ibn Musa al-Razi
Aḥmad ibn Muhammad ibn Musa al Razi, ufficialmente Abū Bakr Aḥmad ibn Muḥammad ibn Mūsā al-Rāzī al-Kinānī, in arabo احمد ابن محمد الرازي, soprannominato «am-Tarij» (il Cronista) o «Moro Rasis» (Cordova, 888 – 955) è stato uno storico e scrittore persiano che visse nel Califfato di Cordoba, in Andalusia, durante il regno di Abd al-Rahman III.

## Biografia
Nacque a Córdoba il 10 Dulrija, 274 del calendario islamico (il 25 aprile 888 d.C. secondo il calendario gregoriano). Durante il regno di Abd al-Rahman II ibn al-Hakam il padre di am-Tarij, il mercante Muhammad ibn Musa al-Razi (nativo della regione di Rayy, nella provincia di Teheran), come molti altri mercanti, giunse al seguito di carovane commerciali che si stanziavano in Andalusia per comprare e vendere libri scientifici, molto utili per gli studiosi locali, intorno all'865.
Il giovane al-Razi iniziò gli studi con il padre; successivamente, secondo lo storico andaluso Ibn al-Faradi, si dedicò allo studio della letteratura per poi focalizzarsi sulla ricerca di notizie storiche anche grazie alla guida di sceicchi cordobiani del calibro di Qasim bin Asbagh Bayani (che lo colpì maggiormente) e Ahmed bin Khalid.
Alla nascita del Califfato di Cordova (929 d.C.) si decise di accertare i beni naturali, le fortezze e i centri cittadini della nuova istituzione: per realizzare questo compito si scelse come cronista ufficiale al-Razi.
Nel corso della sua vita al-Razi insegnò a Córdoba e a Siviglia.
Morì a Córdoba il 12 Rajab, 344 (1º novembre 955).

## Opere
Tra gli scritti più importanti e di cui si è a conoscenza di Ahmad ibn Muhammad al-Razi troviamo:
- Kitāb al-isti ab ("Comprensione totale"): genealogia in 5 volumi di eminenti personaggi della città;
- Kitab a yan al-mawali bi-l-Andalus ("Eminenti maulas di al-Andalus");
- Córdoba e Alistiyab, un testo che descrive topograficamente la città.
- Ajbār mulūk Al-Andalus ("Storia dei sovrani di Al-Andalus"): è l'opera per cui è principalmente ricordato. È il resoconto della presenza araba nella penisola iberica dalla conquista iniziata con Tariq ibn Ziyad e Musa ibn Nusair fino all'insediamento di Abd al-Rahman III, primo califfo degli Omayyadi.

### Ajbār mulūk Al-Andalus ("Storia dei sovrani di Al-Andalus")
La "Storia dei sovrani di Al-Andalus" è l'opera più conosciuta di Ahmad al-Razi, un racconto sulla presenza araba nella penisola iberica che inizia con la conquista da parte di Tariq ibn Ziyad e Musa ibn Nusair e termina con il regno del primo califfo omayyade Abd al-Rahman III. L'opera rese al-Razi famoso agli storici successivi, musulmani (come Al-Maqqari) e cristiani. Ahmad al-Razi morì prima di poter completare l'opera; fu il figlio Isa ibn Ahmad al-Razi a portarla a termine durante il califfato di Hisham II.
Al-Razi concepì inizialmente l'opera in tre parti: una panoramica geografica di al-Andalus, un resoconto storico della penisola di epoca pre-islamica e, infine, una cronaca del regno di Rodrigo (re visigoto, 710-711) di modo che si giungesse alla conquista musulmana e all'affermarsi degli emiri.
In età medievale il testo di al-Razi fu spesso utilizzato dagli storici cristiani, i quali lo chiamavano "Cronaca del Moro Rasis" o semplicemente "Moro Rasis". Nell'opera dell'Arcivescovo di Toledo Rodrigo Jiménez de Rada, De rebus Hispaniae, è citato molte volte.
La traduzione portoghese della "Storia dei sovrani di Al-Andalus" fu commissionata per la prima volta da re Denis I del Portogallo al chierico Gil Peres (1279-1325): interi passaggi del Rasis mouro furono integralmente riportati nella Crónica Geral de Espanha de 1344 dal figlio di Denis I e Duca di Barcelos Pedro Afonso. La traduzione originale di Peres è andata perduta.
Pedro de Corral, scrittore spagnolo, tradusse la Cronaca solamente nelle parti riguardanti la geografia e la storia antica della penisola.
Durante il XVI secolo diversi studiosi negarono la paternità della traduzione di Gil Peres, considerandola più un testo originale. Solamente nel XIX secolo, con l'avvento e il perfezionamento della metodologia storica, ci furono studi più approfonditi che permisero di fornire precisazioni sull'opera. Nel 1850 l'arabista Pascual de Gayangos y Arce (1809-1897), in una relazione presentata alla Reale Accademia di Storia, dimostrò che nella Cordoba del X secolo esistette uno storico chiamato "al-Razi", autore di una descrizione geografica e storica della Spagna di allora. Gayangos, però, espresse le sue perplessità circa la paternità di al-Razi sulla storia della penisola preislamica, asserendo che si trattasse di un contributo attribuibile al chierico Gil Peres.
A inizio Novecento il filologo Ramón Menéndez Pidal, contrario alla teoria di Gayangos, dimostrò come i riferimenti a re Rodrigo nella Cronique geral de Espanha del 1344 derivavano dalla storia di al-Razi. Lo storico e politico della Seconda Repubblica spagnola Claudio Sánchez-Albornoz provò che Gil Peres tradusse la Storia dei sovrani di Al-Andalus: con questo suo parere furono validate e autenticate tutte le parti conservate, inclusa la parte di storia pre-islamica.

La Storia dei sovrani di Al-Andalus è molto importante per Diego Catalán:
"Se il soggetto delle storie nazionali era un 'popolo', cioè un popolo o una nazione etnicamente omogenea, la storia di Al-Razi è la prima opera storica a trattare del suolo spagnolo, cioè del territorio della penisola iberica e della descrizione dei diversi popoli che lo occuparono successivamente fino alla conquista musulmana. Questo modello, che fu poi seguito dall'Estoria de España di Alfonso X, è il più comunemente accettato oggi per raccontare la storia di una nazione o di un paese". 